# Suczki (district Gołdap)
Suczki (Duits: Sutzken; 1933-1945: Hitlershöhe) is een plaats in het Poolse woiwodschap Ermland-Mazurië, gelegen in het district Gołdapski. De plaats maakt deel uit van de stad- en landgemeente Gołdap en telt 42 inwoners.